# Narthecium americanum
Narthecium americanum es una especie de planta fanerógama perteneciente a la familia Nartheciaceae. Es originaria de Norteamérica por donde se distribuye desde Nueva Jersey hasta el sur de Carolina.

## Descripción
Es una especie con tallos de 2.5-4.5 dm de altura. Con hojas de 10-20 cm × 0.7-2.5 mm. En forma de racimos compactos, 3-6 cm. El fruto en cápsulas de 10-14 mm incluido el pico y semillas de 1-1,5 mm.

## Hábitat
Narthecium está clasificada como rara o en peligro de extinción en Carolina del Norte (JL Amoroso 1997), Carolina del Sur (DA Rayner et al. 1979), y Nueva Jersey (Snyder DB y VE Vivian 1981), y se ha extinguido en Delaware (AO Tucker et al. 1979).

## Sinonimia
- Narthecium ossifragum var. americanum (Ker Gawl.) A.Gray, Manual, ed. 5: 536 (1867).
- Abama americana (Ker Gawl.) Morong, Mem. Torrey Bot. Club 5: 109 (1894).
- Abama montana Small, Torreya 24: 86 (1924).
- Narthecium montanum (Small) Grey, Hardy Bulbs 2: 446 (1938).[1]